# Siddhartha Mukherjee
Siddhartha Mukherjee est un médecin et chercheur dans le domaine de l'oncologie.
Il est l'auteur du livre L'Empereur de toutes les maladies. Une biographie du cancer (The Emperor of All Maladies: A Biography of Cancer),. Il a reçu le prix Pulitzer de l'essai pour cet ouvrage. 